# 2008년 하계 올림픽 가이아나 선수단
가이아나는 2008년 8월 8일부터 24일까지 중화인민공화국 베이징에서 열린 제29회 하계 올림픽에 참가했다.

## 종목별 참가 선수 및 메달 집계
| 종목 | 참가 선수 | 1 | 2 | 3 | 합계 |
| 수영 | 1         |   |   |   | 0    |
| 육상 | 3         |   |   |   | 0    |
| 합계 | 4         |   |   |   | 0    |

## 종목별 성적

### 수영
남자
| 선수          | 세부 종목  | 예선  | 예선 | 준결선    | 준결선    | 결선      | 결선      |
| 선수          | 세부 종목  | 기록  | 순위 | 기록      | 순위      | 기록      | 최종 순위 |
| 니알 로베르츠 | 자유형 50m | 25.13 | 69   | 진출 못함 | 진출 못함 | 진출 못함 | 69        |

### 육상
남자
| 선수        | 세부 종목 | 1차 예선 | 1차 예선 | 2차 예선  | 2차 예선  | 준결선    | 준결선    | 결선      | 결선      |
| 선수        | 세부 종목 | 기록     | 순위     | 기록      | 순위      | 기록      | 순위      | 기록      | 최종 순위 |
| 아담 하리스 | 200m      | 21.36    | 1조 6위  | 진출 못함 | 진출 못함 | 진출 못함 | 진출 못함 | 진출 못함 | 진출 못함 |

여자
| 선수            | 세부 종목 | 예선    | 예선    | 준결선    | 준결선    | 결선      | 결선      |           |
| 선수            | 세부 종목 | 기록    | 순위    | 기록      | 순위      | 기록      | 최종 순위 |           |
| 알리안 폼페이   | 여자 400m | 50.99   | 5조 2위 | 50.93     | 1조 4위   | 진출 못함 | 진출 못함 | 진출 못함 |
| 마리안 부르네트 | 여자 800m | 2조 5위 | 2:02.02 | 진출 못함 | 진출 못함 | 진출 못함 | 23        |           |